# Produto mundial bruto

Este gráfico (clique na imagem para ampliar) mostra a proporção de PMB nominal dos países entre os 10 maiores PMB em 2010, de 1980 a 2010, com projeções de até 2016 feitas pelo FMI. Os países marcados com astericos (como o Brasil) não pertencem ao G8. As linhas cinzas representam os valores reais do dólar americano.

O produto mundial bruto (PMB) é a totalidade do produto nacional bruto de todos os países do mundo. É equivalente ao produto interno bruto total. Em 2011, o PMB atingiu cerca de 79,39 trilhões (PT: biliões) de  dólares americanos.

## Crescimento global recente
A tabela abaixo fornece os valores recentes do crescimento global, bem como as expectativas para um futuro próximo, de acordo com o World Economic Outlook em termos de preços constantes (ano-a-ano, com base na paridade do poder de compra).
| Ano                       | 2006 | 2007 | 2008 | 2009 | 2010 | 2011 | 2012 |
| ------------------------- | ---- | ---- | ---- | ---- | ---- | ---- | ---- |
| Mundo                     | 5.1  | 5.2  | 3.0  | -0.5 | 5.1  | 4.3  | 4.5  |
| Países desenvolvidos      | 3.0  | 2.7  | 0.6  | -3.4 | 3.0  | 2.2  | 2.6  |
| Zona Euro                 | 2.9  | 2.7  | 0.7  | -4.1 | 1.8  | 2.0  | 1.7  |
| Estados Unidos            | 2.7  | 2.1  | 0.4  | -2.6 | 2.9  | 2.5  | 2.7  |
| Países em desenvolvimento | 7.9  | 8.3  | 6.0  | 2.8  | 7.4  | 6.6  | 6.4  |

As tabelas acima para 2011 e 2012 são estimativas do FMI.

## Tendências históricas e pré-históricas
Embora seja passível de crítica, o economista J. Bradford DeLong tem estimado um total de PMB para o período de 2000 anos de história humana, como reproduzido abaixo (o termo "bilhão" nesta tabela se refere ao uso de escala curta do termo, onde 1 bilhão = 1.000 milhões = 109):
| Ano            | PMB (bilhões de dólares internacionais de 1990) |
| -------------- | ----------------------------------------------- |
| 2000 d.C.      | 41016,69                                        |
| 1995 d.C.      | 33644,33                                        |
| 1990 d.C.      | 27539,57                                        |
| 1985 d.C.      | 22481,11                                        |
| 1980 d.C.      | 18818,46                                        |
| 1975 d.C.      | 15149,42                                        |
| 1970 d.C.      | 12137,94                                        |
| 1965 d.C.      | 9126,98                                         |
| 1960 d.C.      | 6855,25                                         |
| 1955 d.C.      | 5430,44                                         |
| 1950 d.C.      | 4081,81                                         |
| 1940 d.C.      | 3001,36                                         |
| 1930 d.C.      | 2253,81                                         |
| 1925 d.C.      | 2102,88                                         |
| 1920 d.C.      | 1733,67                                         |
| 1900 d.C.      | 1102,96                                         |
| 1875 d.C.      | 568,08                                          |
| 1850 d.C.      | 359,90                                          |
| 1800 d.C.      | 175,24                                          |
| 1750 d.C.      | 128,51                                          |
| 1700 d.C.      | 99,80                                           |
| 1650 d.C.      | 81,74                                           |
| 1600 d.C.      | 77,01                                           |
| 1500 d.C.      | 58,67                                           |
| 1400 d.C.      | 44,92                                           |
| 1340 d.C.      | 40,50                                           |
| 1300 d.C.      | 32,09                                           |
| 1250 d.C.      | 35,58                                           |
| 1200 d.C.      | 37,44                                           |
| 1100 d.C.      | 39,60                                           |
| 1000 d.C.      | 35,31                                           |
| 900 d.C.       | 31,68                                           |
| 800 d.C.       | 25,23                                           |
| 700 d.C.       | 23,44                                           |
| 600 d.C.       | 20,86                                           |
| 500 d.C.       | 19,92                                           |
| 400 d.C.       | 18,44                                           |
| 350 d.C.       | 17,93                                           |
| 200 d.C.       | 18,54                                           |
| 14 d.C.        | 17,50                                           |
| 1 d.C.         | 18,50                                           |
| 200 a.C.       | 17,00                                           |
| 400 a.C.       | 16,02                                           |
| 500 a.C.       | 13,72                                           |
| 800 a.C.       | 9,72                                            |
| 1000 a.C.      | 6,35                                            |
| 1600 a.C.      | 4,36                                            |
| 2000 a.C.      | 3,02                                            |
| 3000 a.C.      | 1,59                                            |
| 4000 a.C.      | 0,77                                            |
| 5000 a.C.      | 0,51                                            |
| 8000 a.C.      | 0,43                                            |
| 10.000 a.C.    | 0,37                                            |
| 25.000 a.C.    | 0,31                                            |
| 300.000 a.C.   | 0,09                                            |
| 1.000.000 a.C. | N\C                                             |